# 磅力每平方英寸

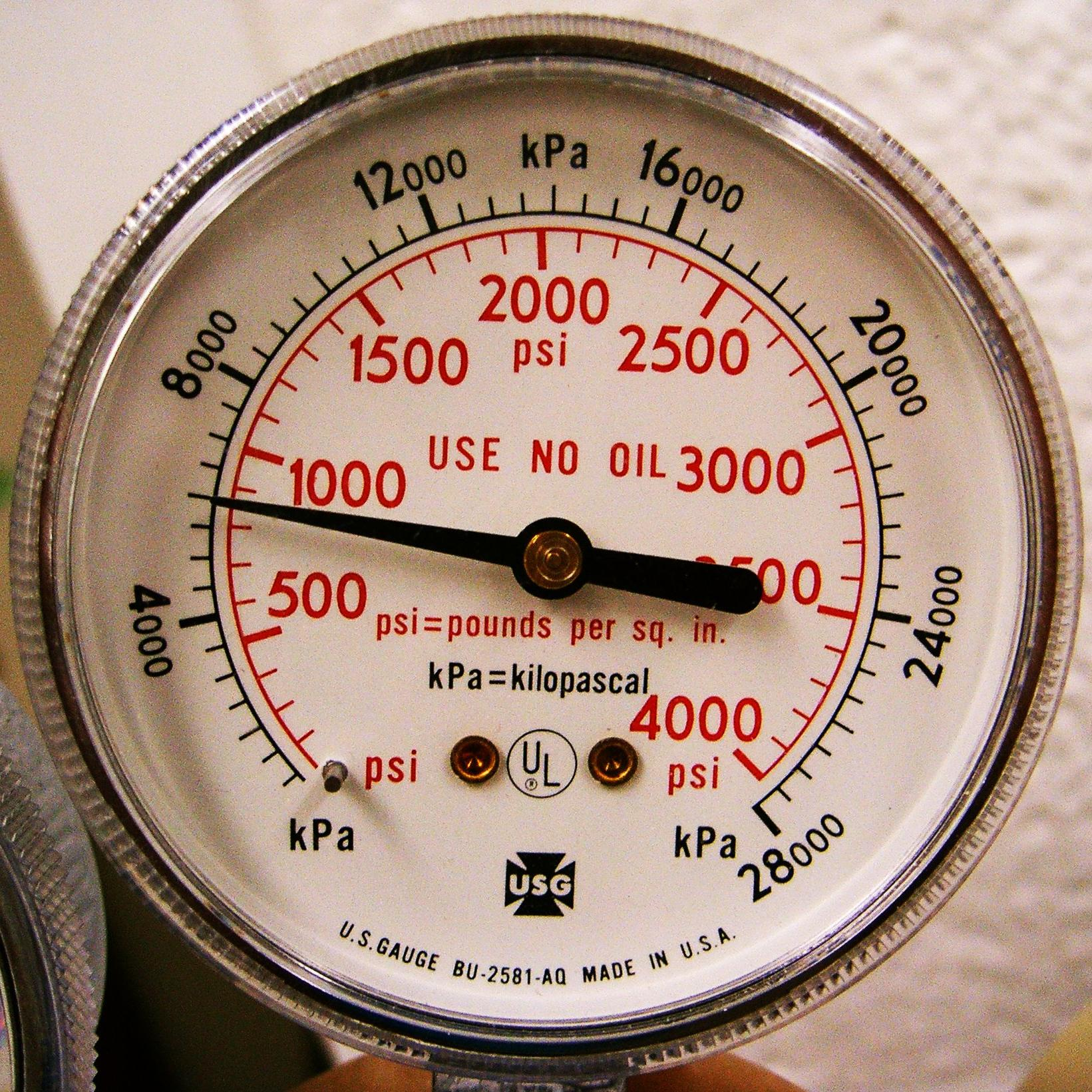
拥有PSI（红色标识）和KPA千帕（黑色标识）两种读数的气压表

磅每平方英寸（pound per square inch或pound-force per square inch），縮寫psi，英制压强单位，定义为1磅力在1平方英寸面积所产生的压强，符号 lbf/in2、lbf/in2。磅力每平方英寸常用於表示輪胎胎壓、氣瓶壓力，為了方便理解，一大氣壓約有14~15psi。

## 換算
磅力每平方英寸(磅力/平方英寸)可以換算成國際單位制或其他的壓力單位，例如1磅力每平方英寸（psi）大約等於6895帕斯卡（Pa）。

{\displaystyle 1~{\text{psi}}={\frac {1~{\text{lbf}}}{(1~{\text{in}})^{2}}}\approx {\frac {4.4482~{\text{N}}}{(0.0254~{\text{m}})^{2}}}\approx 6894.757~{\text{N}}/{\text{m}}^{2}\approx 6894.757~{\text{Pa}}}

或是可以將1標準大氣壓（atm）大約換算成14.7磅力每平方英寸（psi）。

{\displaystyle 1~{\text{atm}}=101325~{\text{Pa}}={\frac {101325~{\text{Pa}}}{6894.757293168~{\text{Pa}}/{\text{psi}}}}\approx 14.696~{\text{psi}}}

亦可以將1巴（bar）大約換算成14.5磅力每平方英寸（psi）。

{\displaystyle 1~{\text{bar}}=100000~{\text{Pa}}={\frac {100000~{\text{Pa}}}{6894.757293168~{\text{Pa}}/{\text{psi}}}}\approx 14.504~{\text{psi}}}

## 相關用法
在psi後加上不同字尾（如a、g、d、vg、sg） 可以用來表示不同類型的壓力。
- psia（psi absolute） - 以psi為單位表示絕對壓力（absolute pressure，Pa或Pabs），psia為開口式壓力計之讀數與外界大氣壓的總和，即psia=psig+外界大氣壓，寫法範例如：35 psia。[1]
- psig（psi gauge） - 以psi為單位表示表壓力（gauge pressure，Pg），psig為壓力計上所顯示的壓力，也是絕對壓力相對於外界大氣壓的壓力差，即psig=psia-外界大氣壓，寫法範例如：20 psig。[2]
  - psivg（psi vented gauge） - 以psi為單位，使用排氣式壓力計（vented gauge）所測得之壓力，由於此種壓力計內部與外界空氣相通，因此psivg為量測點與外界大氣壓的壓力差。[3][4]
  - psisg（psi sealed gauge） - 以psi為單位，使用密封式壓力計（sealed gauge）所測得之壓力，因為此種壓力計內部與外界隔絕，不受外界大氣壓影響，且內部為已知的固定壓力，故psisg為量測點與密封式壓力計內部壓力的壓力差。
- psid（psi difference） - 以psi為單位表示两个压力之间的差异，寫法範例如：10 psid。。

轉換範例：一氧氣鋼瓶的減壓閥壓力表上顯示1500 psig，當時的大氣壓為14.7 psi，則該氧氣鋼瓶的絕對壓力為1500 psig＋14.7 psi＝1514.7 psia。

## 使用範例
- 血压：一个正常人的血压(120/80): 2.32 psig/1.55 psig
- 汽车涡轮增压的单位 涡轮增压器（一般）：6~15 psig
- 在海平面的大气压力（标准）：14.7 psia
- 汽车轮胎压（普通）：32 psig
- 自行车轮胎压（普通）：65 psig
- 车间或车库的气动工具：90 psig
- 空气制动（铁路）或空气制动（越野车）气罐超压（普通）：90 psig~120 psig
- 公路赛自行车轮胎过压：120 psig
- 蒸汽机车锅炉（英国，20世纪）：150 psig~280 psig
- 联合太平洋铁路《大男孩》蒸汽机车锅炉：300 psig
- 天然气管道：800至1000 psi
- 有毒气体环境下自给式呼吸器的气罐压力：2216 psi
- 所有水肺罐体压（普通）：3000 psig
- 商业喷气客机的液压压力：3000 psig
- 空中客车A380飞机液压系统：5000 psig
- 水射流切割机：40,000 psi - 100,000 psig
- 钢铁杨氏模量：30 Mpsi或3000万 psi

## 换算表
| 论 编  | 帕斯卡        | 巴          | 工學大氣壓  | 标准大气压  | 托 (毫米汞柱) | 磅力每平方英寸 |
| 论 编  | Pa            | bar         | at          | atm         | Torr          | psi            |
| ------ | ------------- | ----------- | ----------- | ----------- | ------------- | -------------- |
| 1 Pa   | 1 N/m2        | 10−5        | 1.0197×10−5 | 9.8692×10−6 | 7.5006×10−3   | 145.04×10−6    |
| 1 bar  | 105           | 106 dyn/cm2 | 1.0197      | 0.98692     | 750.06        | 14.5037744     |
| 1 at   | 0.980665 ×105 | 0.980665    | 1 kp/cm2    | 0.96784     | 735.56        | 14.223         |
| 1 atm  | 1.01325 ×105  | 1.01325     | 1.0332      | 1           | 760           | 14.696         |
| 1 Torr | 133.322       | 1.3332×10−3 | 1.3595×10−3 | 1.3158×10−3 | ≈ 1 mmHg      | 19.337×10−3    |
| 1 psi  | 6.895×103     | 68.948×10−3 | 70.307×10−3 | 68.046×10−3 | 51.715        | 1 lbF / in2    |